# Ara Malikian
Ara Malikian, né à Beyrouth au Liban en 1968, est un violoniste libano-espagnol d'origine arménienne résidant à Madrid en Espagne. 

## Biographie
Ara Malikian commence le violon très tôt avec comme professeur son père. Il donne son premier concert à l'âge de 12 ans. À 14 ans, il est remarqué par le chef d'orchestre Hans Herbert-Jöris qui lui obtient une bourse d'études pour qu'il intègre la Hochschule für Musik, Theater und Medien Hannover de Hanovre. Admis à 15 ans, il devient le plus jeune élève à étudier dans cette école. Il continue ses études à la Guildhall School of Music and Drama de Londres et suit en même temps des cours particuliers avec les professeurs Franco Gulli, Ruggiero Ricci, Ivry Gitlis, Herman Krebbers, et des membres du Quatuor Alban Berg. 
Malikian a assimilé la musique d'autres cultures comme celle du Moyen-Orient, d'Europe centrale (tzigane et klezmer), d'Argentine (tango) ou encore d'Espagne (flamenco), inspiré par le musicien espagnol Paco de Lucía. 
Avec un répertoire varié, qui inclut la plupart des morceaux écrits pour le violon (concerts avec des orchestres, sonates et morceaux avec du piano et de la musique de chambre), Malikian joue également des morceaux de compositeurs modernes tels que Franco Donatoni, Malcolm Lipkin, Luciano Chailly, Ladislav Kupkovich, Loris Tjeknavorian, Lawrence Romany et Yervand Yernakian. Il joue également des récitals pour violon seul, notamment les Vingt-quatre caprices de Niccolò Paganini, les Six sonates d'Eugène Ysaÿe ou encore les Sonates et partitas de Jean-Sébastien Bach.

## Carrière

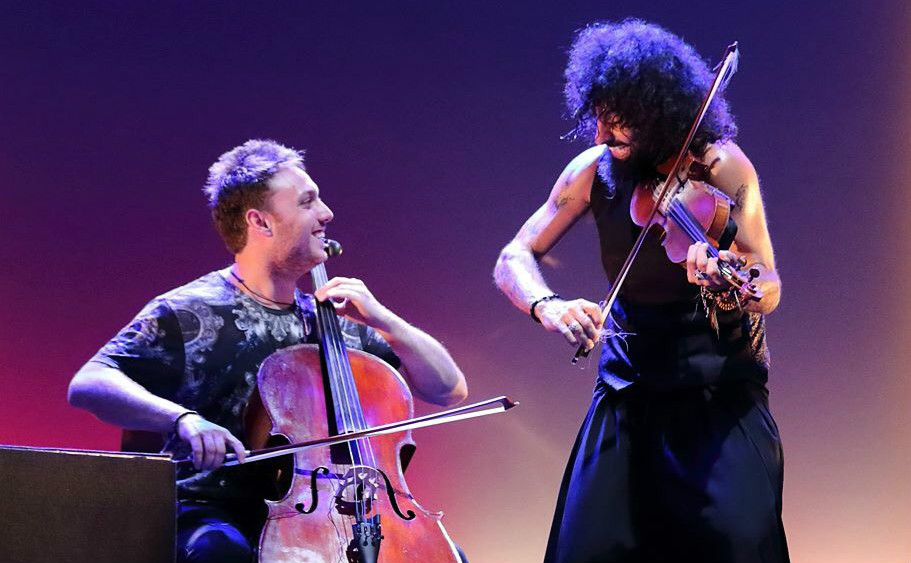
David Barona et Ara Malikian en 2014

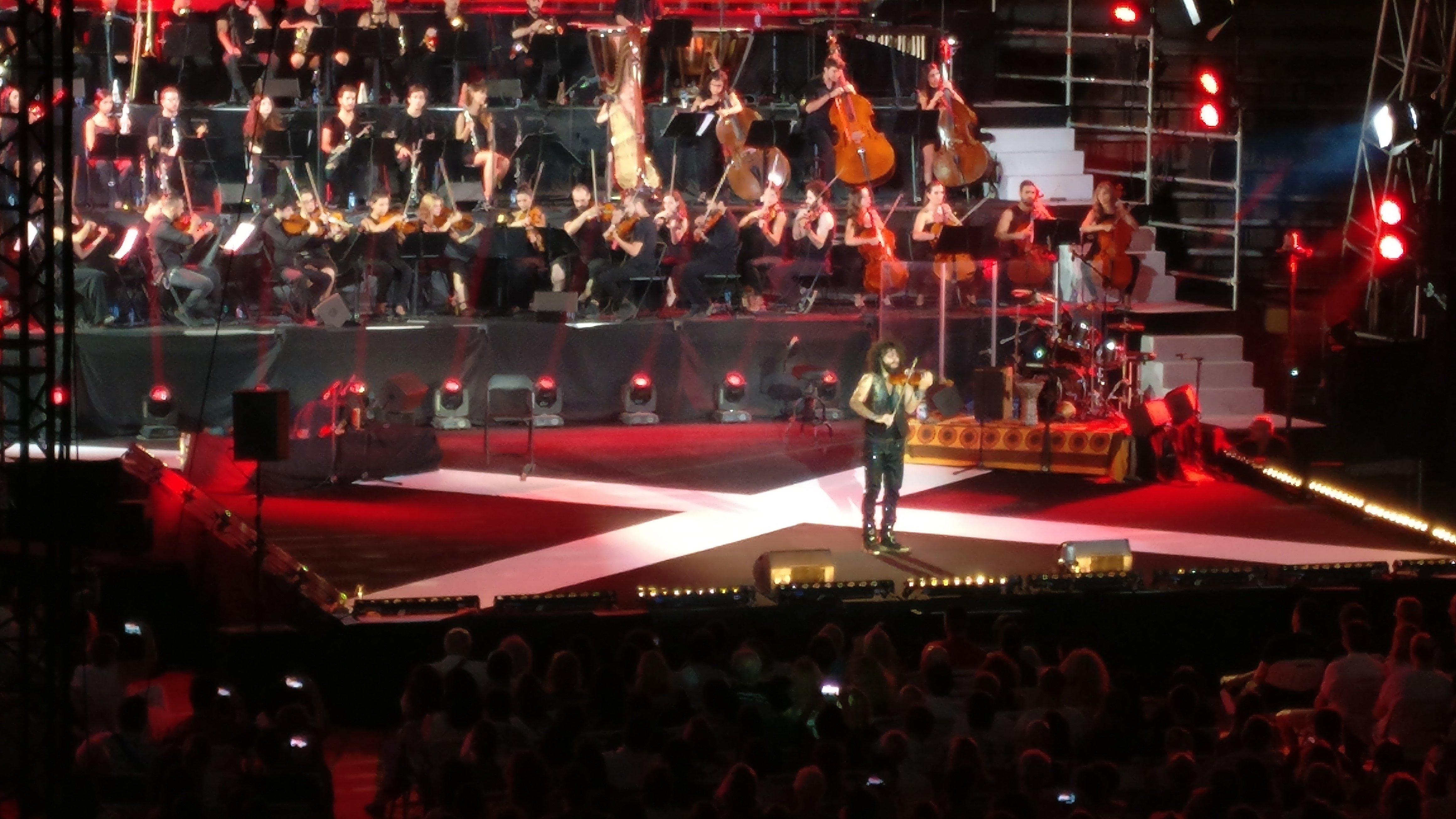
Ara Malikian jouant dans les arènes de Valence

Malikian est acclamé lors de nombreuses compétitions, il reçoit notamment des premiers prix à des compétitions internationales : "Felix Mendelssohn" en 1987 à Berlin et "Pablo Sarasate" en 1995 à Pampelune, ainsi que d'autres prix lors des compétitions "Niccolò Paganini" (Gênes), "Zino Francescatti" (Marseille), "Rodolfo Lipizer" (Gorizia), "Jeunesses Musicales" (Belgrade), "Rameau" (Le Mans), "International Artists Guild" (New York), et l'"International Music Competition of Japan". En 1993, il reçoit le "Prix pour le dévouement et la réussite" du Ministère de la Culture d'Allemagne. 
Malikian a joué dans plus de quarante pays dans des salles renommées telles que Carnegie Hall à New York, la Salle Pleyel à Paris, la Musikverein de Vienne, le Ford Center à Toronto ou encore l'Auditorio Nacional de Madrid. Il a également participé à de nombreux festivals de musique.
En tant que soliste il a été invité à jouer pour les orchestres suivants : l'Orchestre symphonique de Tokyo, l'Orchestre symphonique de Bamberg, l'Orchestre de chambre de Zurich, l'Orchestre de chambre de Londres, l'Orchestre de chambre de Genève, l'Orchestre symphonique de Madrid, l'Orchestre symphonique du Portugal, l'Orchestre de chambre de Tübingen, Les Virtuoses de Moscou, l'Orchestre philharmonique de Belgrade, l'Orchestre de chambre de Toulouse, l'Orchestre philharmonique d'Arménie et l'Orchestre de la Communauté de Madrid, sous la direction d'importants chefs d'orchestre tels que Mariss Jansons, Peter Maag, Jesús López Cobos, Vladimir Spivakov, Miguel Ángel Gómez Martínez, Luis Antonio García Navarro, Vassili Sinaïski, Edmond de Stoutz, Gudni Emilson, Juan José Mena, Pedro Halffter, Alejandro Posada, Cristóbal Halffter, Salvador Brotons et JoAnn Falletta.
Ara Malikian vit à Madrid, où il était premier violon de l'Orchestre symphonique de Madrid. Il joue depuis 1995 en duo avec le pianiste Serouj Kradjian, également d'origine arménienne, avec qui il a enregistré le cycle complet des Sonates pour piano et violon de Robert Schumann et le disque Miniatures. Manikian a également enregistré de nombreux disques avec les compagnies BMG, Auvidis, Trittico Classics ou encore Elite Music. 
Il travaille également en collaboration étroite avec le guitariste de flamenco José Luis Montón, avec qui il a sorti les albums Manantial et De la felicidad. Il a travaillé avec la chanteuse libanaise Fairuz, les danseurs de flamenco Joaquín Cortés et Belén Maya et le pianiste de jazz Horacio Icasto. Il a aussi travaillé avec des compositeurs de musique de films tels que Alberto Iglesias, avec lequel il a enregistré la bande originale du film Parle avec elle réalisé par Pedro Almodóvar, ou encore Pascal Gainge pour la musique du film El otro barrio du réalisateur Salvador García Ruiz. 
Malikian a été nommé deux fois pour la meilleure performance classique en 2007, prix décerné par l'Académie espagnole. 
Il a également participé en tant qu'artiste invité au film Beyond Flamenco réalisé par Carlos Saura en 2016.
Malikian collabore depuis 2006 avec la fondation Non Profit Music et est impliqué dans la cause de l'ONG Action contre la faim. Son album où il interprète Les Quatre Saisons d' Antonio Vivaldi s'est vendu à 80 000 exemplaires et les bénéfices ont été reversés à l'UNICEF.

## Discographie

### Albums
- 1995 : Les Quatre Saisons
- 1996 : 750 Jahre Wölpinghausen
- 1996 : Miniatures
- 1997 : Bow on the String
- 1999 : 500 motivaciones
- 2000 : All Seasons for Different
- 2000 : Robert Schumann
- 2002/2004 : Manantial
- 2003 : Vingt-quatre caprices pour violon de Paganini
- 2003 : Sarasate
- 2003 : Six sonates pour violon seul de Ysaÿe
- 2003 : Sonates et partitas pour violon seul de Bach
- 2004 : El arte del violín
- 2004 : Les Quatre Saisons de Vivaldi
- 2005 : De la felicidad
- 2005 : De los Cobos / Montsalvatge
- 2006 : Tears of Beauty
- 2007 : Meeting with a friend
- 2007 : Lejos
- 2010 : Conciertos románticos españoles de violín (Orquesta sinfónica de Castilla & León - Alejandro Posada et Ara Malikian)
- 2011 : Con los ojos cerrados (Ara Malikian et Fernando Egozcue Quinteto)
- 2011 : Christmas mood
- 2013 : Pizzicato
- 2015 : 15 (Live)
- 2016 : The Incredible Story of Violin
- 2017 : Symphonic at Las Ventas (Live)
- 2018 : El Viaje de un violín
- 2019 : Royal Garage

### Artiste invité
- 2006 : Insula poética d'En Son Brull
- 2008 : La ley innata d'Extremoduro
- 2011 : Material defectuoso d'Extremoduro
- 2011 : Krasivuye glazha de Huecco
- 2013 : Para todos los públicos d'Extremoduro
- 2014 : Los viajes inmóviles de Nach
- 2014 : Ambrosía de Juan Antonio Valderrama

### Bandes originales
- 1999 : Manolito Gafotas réalisé par Miguel Albaladejo
- 2000 : El otro barrio réalisé par Salvador García Ruiz
- 2001 : Los pasos perdidos réalisé par Manane Rodríguez
- 2002 : Parle avec elle réalisé par Pedro Almodóvar
- 2005 : La mauvaise éducation réalisé par Pedro Almodóvar
- 2006 : Ecos réalisé par Estefanía Muñiz
- 2010 : Pájaros de papel réalisé par Emilio Aragón
- 2016 : Beyond Flamenco réalisé par Carlos Saura
- 2016 : La Promesse réalisé par Terry George